# Mohenjodaro
Mohenjodaro (Hindi:मोएन-जोदड़ो) is een stad uit de Indusbeschaving gelegen op zo'n 28 km van het huidige Larkano in de provincie Sindh van Pakistan en door de UNESCO uitgeroepen tot werelderfgoed. Het is beter geconserveerd dan Harappa, dat eerder was ontdekt en leverde veel informatie op over de beschaving waar het uit voortgekomen is. Mohenjodaro ligt 600 km ten zuiden van Harappa. De stad werd gebouwd rond 2600 v.Chr. en werd verlaten rond 1700 v.Chr., naar alle waarschijnlijkheid als gevolg van de wijziging van de loop van de rivier waar de stad aan lag en die de hele beschaving in de streek voedde. Mohenjodaro werd herontdekt in de jaren 1920. De resten lijden schade van stijgend grondwater onder invloed van de nabije rivier de Indus.
De taal en het schrift van de Indusbeschaving zijn nog niet ontcijferd, zodat ook de oorspronkelijke naam van deze en andere steden uit de omgeving (ook de Punjab en Gujarat) onbekend zijn.
In het Sindhi staat Mohenjo-daro voor dodenberg.
Mohenjodaro is, gelet op de ouderdom ervan, een opmerkelijk bouwproject. De indeling – een patroon van elkaar loodrecht snijdende straten – was duidelijk het resultaat van stadsplanning. De gebouwen zijn opgetrokken uit baksteen, gebakken of gedroogd in de zon en verbrand hout. Op het hoogtepunt telde deze stad waarschijnlijk rond de 35.000 inwoners. Er was een geavanceerd drainagesysteem, met zowel watertoevoer naar de huizen als afvoer via riolen. Er stonden allerlei soorten huizen die een of twee verdiepingen konden hebben en er was een ruime publieke badplaats. Deze laatste was voorzien van een laag natuurlijke teer, waardoor lekken werd voorkomen. Er bevonden zich ook een grote waterput, graanopslagplaatsen en een centraal gelegen marktplein. Er was bovendien een gebouw met ondergrondse vuurhaard (hypocaust), mogelijk voor warme baden.

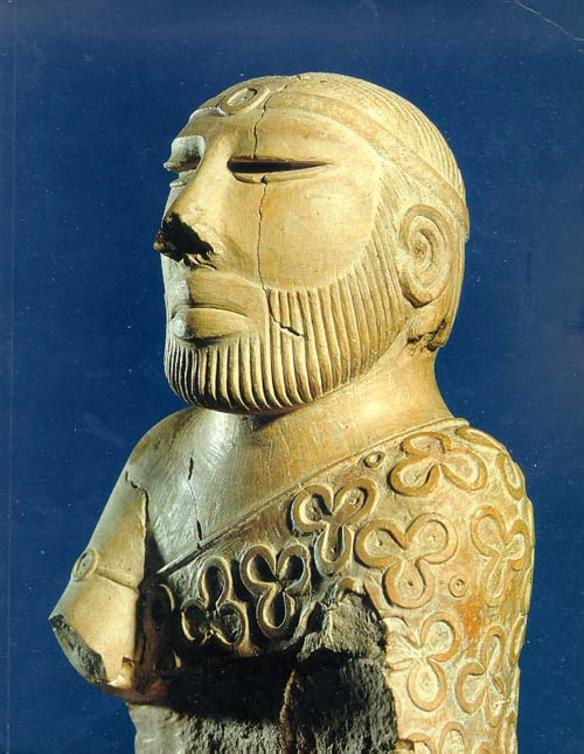
Stenen buste van een persoon van de Induscultuur uit Mohenjodaro. Deze buste wordt vaak als priesterkoning aangeduid, maar er bestaat weinig tot geen bewijs voor het bestaan van priester-koningen of andere autoritaire figuren in de Indusbeschaving.

Mohenjodaro is minstens zeven maal achtereen verwoest en herbouwd. Telkens werd de nieuwe stad boven op de oude aangelegd. Overstromingen door de Indus zijn mogelijk de voornaamste oorzaak van de verwoestingen.
De stad bestond uit twee delen, de citadel en de benedenstad. Het grootste gedeelte van de benedenstad is momenteel nog niet opgegraven, maar de citadel bevatte duidelijk een openbaar bad, een grote ruimte waarin wel 5000 mensen konden plaatsnemen, en twee grote vergaderruimten of overdekte markten.